# 森岡亮太
森岡 亮太（もりおか りょうた、1991年4月12日 - ）は、京都府城陽市出身の元プロサッカー選手。現役時代のポジションはミッドフィールダー（MF）。元日本代表。早稲田大学人間科学部卒業。

## 来歴

### プロ入り前
中学時代はサッカーと並行してフットサルにも取り組み、第11回全日本ユース(U-15)フットサル大会に出場した。2009年、京都府立久御山高等学校3年時にヴィッセル神戸とセレッソ大阪から入団オファーを受け、同年11月12日ヴィッセル神戸への入団が決定する。

### ヴィッセル神戸時代（第1次）
プロ入り一年目となった2010年は、三浦俊也体制では1試合もメンバーに入ることはなかったが、和田昌裕体制になった10月23日のJ1第27節・名古屋グランパス戦でJリーグデビュー。その後も途中出場で起用され続け、合計8試合に出場した。
2011年は起用される機会は昨年より増えたものの、メンバーに入れない時期もあった。10月10日の第91回天皇杯全日本サッカー選手権大会2回戦三洋電機洲本戦で、プロ初ゴールを含むハットトリックを達成。続く15日のJ1第29節・清水エスパルス戦でJリーグ初ゴールを記録すると、第33節のジュビロ磐田戦でもミドルシュートで得点を挙げ、この年はシーズン終盤にリーグ戦で2得点を挙げた。
2012年は開幕戦にスタメン出場した。
J2での戦いとなった2013年からは背番号「10」を任され大きな期待を背負う。怪我などもあり、シーズン開幕から途中出場や欠場する試合がしばらく続いたが、チームがシーズン初の連敗を喫したあと迎えたJ2第30節・東京ヴェルディ戦でようやく初先発。トップ下で1得点1アシストを記録した。この試合以降12試合中11試合にスタメン出場、シーズン終了までに5得点6アシストを挙げ、クラブのJ1昇格に貢献した。シーズン終了後にはC大阪からの正式オファーが報じられたが神戸と契約を更新した。
2014年はマルキーニョス、ペドロ・ジュニオールなどの強力助っ人を操る司令塔として絶対的な存在感を放ち、リーグ戦全34試合に出場。シーズン終了後には自身初の優秀選手賞選出とフェアプレー個人賞を受賞した。9月5日のキリンチャレンジカップ・ウルグアイ戦で後半44分から出場し日本代表として初めて出場した。

### シロンスク・ヴロツワフ時代
2015年、エクストラクラサ（ポーランド1部）のシロンスク・ヴロツワフへ完全移籍。背番号は神戸時代と同じ「10」。1年目からチームの中心的選手として活躍し、2015-16シーズンは15試合7得点2アシストを記録した。2016-17シーズンは、36試合に出場して8得点9アシストを記録している。

### ワースラント＝ベフェレン時代
2017年6月7日に、ジュピラー・プロ・リーグ（ベルギー1部）のワースラント＝ベフェレンへ移籍することが発表された。8月5日の第2節・YRKVメヘレン戦で移籍後初得点を決めた。その後もコンスタントに結果を残し続け、第12節までにリーグ戦で6ゴール7アシストを挙げた。この活躍が認められ、11月の欧州遠征に臨む日本代表に約3年ぶりに選出された。

### RSCアンデルレヒト時代
2018年1月30日、RSCアンデルレヒトへの移籍が発表された。契約期間は3年半。2月25日の第28節・ムスクロン戦で移籍後初ゴールを含む2得点を挙げた。3月3日、第29節のSVズルテ・ワレヘム戦でベフェレン時代も含め今季通算10得点目を決めた。この活躍もあり、ロシアW杯メンバー入りも期待されたが選出はされなかった。なおブラジルメディアからは堂安、中島とともに「欧州で得点力を発揮していた」と評価された。しかし、2018-19シーズンは出場機会が激減した。

### シャルルロワSC時代
2019年1月30日、シャルルロワSCへシーズン終了までレンタル移籍することが発表された。2月16日の第26節・KVコルトレイク戦で今シーズン初ゴールを決めた。シーズン終了後、完全移籍に移行。9月13日の第7節・KRCヘンク戦では3試合連続ゴールを決めて勝利に貢献した。

### ヴィッセル神戸時代（第2次）
2024年8月13日、プロサッカー選手としてのキャリアをスタートさせたヴィッセル神戸へ完全移籍で加入。8年半ぶりの復帰となった。
2025年3月31日、現役引退を発表した。

## プレースタイル
高い技術とインテリジェンスを武器に、繊細なボールタッチと広い視野から繰り出される長短精密なパスでゲームを組み立てる司令塔。左右両足遜色なくボールを扱うことができ、機を見てシュートやドリブル突破を仕掛ける万能性を持ち合わせる。海外移籍前は主にトップ下の位置でフリーマンとしてプレーすることが多かったが、ジュピラー・プロ・リーグではボランチ、アンカーポジションで起用されることも増えた。

## 所属クラブ
ユース経歴
- 1998年 - 2000年 正道カンガーFC（城陽市立久世小学校）
- 2000年 - 2003年 FCソルセウ
- 2004年 - 2006年 城陽市立東城陽中学校
- 2007年 - 2009年 京都府立久御山高等学校

プロ経歴
- 2010年 - 2015年 ヴィッセル神戸
- 2016年 - 2017年 シロンスク・ヴロツワフ
- 2017年 - 2018年 ワースラント＝ベフェレン
- 2018年 - 2019年 RSCアンデルレヒト
  - 2019年1月 - 同年5月 シャルルロワSC（期限付き移籍）
- 2019年6月 - 2024年8月 シャルルロワSC
- 2024年8月 - 同年12月 ヴィッセル神戸

## 個人成績
| 国内大会個人成績 | 国内大会個人成績 | 国内大会個人成績 | 国内大会個人成績 | 国内大会個人成績 | 国内大会個人成績 | 国内大会個人成績 | 国内大会個人成績 | 国内大会個人成績 | 国内大会個人成績 | 国内大会個人成績 | 国内大会個人成績 |
| 年度             | クラブ           | 背番号           | リーグ           | リーグ戦         | リーグ戦         | リーグ杯         | リーグ杯         | オープン杯       | オープン杯       | 期間通算         | 期間通算         |
| 年度             | クラブ           | 背番号           | リーグ           | 出場             | 得点             | 出場             | 得点             | 出場             | 得点             | 出場             | 得点             |
| 日本             | 日本             | 日本             | 日本             | リーグ戦         | リーグ戦         | リーグ杯         | リーグ杯         | 天皇杯           | 天皇杯           | 期間通算         | 期間通算         |
| ---------------- | ---------------- | ---------------- | ---------------- | ---------------- | ---------------- | ---------------- | ---------------- | ---------------- | ---------------- | ---------------- | ---------------- |
| 2010             | 神戸             | 20               | J1               | 8                | 0                | 0                | 0                | 0                | 0                | 8                | 0                |
| 2011             | 神戸             | 20               | J1               | 21               | 2                | 2                | 0                | 1                | 3                | 24               | 5                |
| 2012             | 神戸             | 14               | J1               | 20               | 1                | 5                | 1                | 1                | 0                | 26               | 2                |
| 2013             | 神戸             | 10               | J2               | 18               | 5                | -                | -                | 1                | 0                | 19               | 5                |
| 2014             | 神戸             | 10               | J1               | 34               | 4                | 6                | 2                | 1                | 1                | 41               | 7                |
| 2015             | 神戸             | 10               | J1               | 30               | 5                | 10               | 2                | 3                | 1                | 43               | 8                |
| ポーランド       | ポーランド       | ポーランド       | ポーランド       | リーグ戦         | リーグ戦         | リーグ杯         | リーグ杯         | オープン杯       | オープン杯       | 期間通算         | 期間通算         |
| 2015-16          | ヴロツワフ       | 10               | 1部              | 15               | 7                | -                | -                | 0                | 0                | 15               | 7                |
| 2016-17          | ヴロツワフ       | 10               | 1部              | 36               | 8                | -                | -                | 2                | 0                | 38               | 8                |
| ベルギー         | ベルギー         | ベルギー         | ベルギー         | リーグ戦         | リーグ戦         | リーグ杯         | リーグ杯         | ベルギー杯       | ベルギー杯       | 期間通算         | 期間通算         |
| 2017-18          | ベフェレン       | 44               | ジュピラー       | 24               | 7                | -                | -                | 3                | 2                | 27               | 9                |
| 2017-18          | アンデルレヒト   | 10               | ジュピラー       | 6                | 3                | -                | -                | 0                | 0                | 6                | 3                |
| 2018-19          | アンデルレヒト   | 10               | ジュピラー       | 6                | 0                | -                | -                | 1                | 0                | 7                | 0                |
| 2018-19          | シャルルロワ     | 44               | ジュピラー       | 6                | 1                | -                | -                | -                | -                | 6                | 1                |
| 2019-20          | シャルルロワ     | 44               | ジュピラー       | 29               | 6                | -                | -                | 2                | 0                | 31               | 6                |
| 2020-21          | シャルルロワ     | 44               | ジュピラー       | 28               | 2                | -                | -                | 1                | 0                | 29               | 2                |
| 2021-22          | シャルルロワ     | 44               | ジュピラー       | 30               | 4                | -                | -                | 1                | 0                | 31               | 4                |
| 2022-23          | シャルルロワ     | 44               | ジュピラー       | 22               | 3                | -                | -                | 1                | 0                | 23               | 3                |
| 2023-24          | シャルルロワ     | 44               | ジュピラー       | 20               | 0                | -                | -                | 0                | 0                | 20               | 0                |
| 日本             | 日本             | 日本             | 日本             | リーグ戦         | リーグ戦         | リーグ杯         | リーグ杯         | 天皇杯           | 天皇杯           | 期間通算         | 期間通算         |
| 2024             | 神戸             | 88               | J1               | 0                | 0                | -                | -                | 1                | 1                | 1                | 1                |
| 通算             | 日本             | 日本             | J1               | 113              | 12               | 23               | 5                | 7                | 6                | 143              | 23               |
| 通算             | 日本             | 日本             | J2               | 18               | 5                | -                | -                | 1                | 0                | 19               | 5                |
| 通算             | ポーランド       | ポーランド       | 1部              | 51               | 15               | -                | -                | 2                | 0                | 53               | 15               |
| 通算             | ベルギー         | ベルギー         | ジュピラー       | 161              | 23               | -                | -                | 8                | 2                | 169              | 25               |
| 総通算           | 総通算           | 総通算           | 総通算           | 343              | 55               | 23               | 5                | 18               | 8                | 384              | 68               |

その他の公式戦
- 2018年 
  - ベルギーリーグ・プレーオフ 10試合3得点
- 2019年 
  - ベルギーリーグ・プレーオフ 9試合3得点
- 2022年
  - ベルギーリーグ・プレーオフ 6試合0得点
- 2024年
  - ベルギーリーグ・プレーオフ 3試合0得点

| 国際大会個人成績 | 国際大会個人成績 | 国際大会個人成績 | 国際大会個人成績 | 国際大会個人成績 |
| 年度             | クラブ           | 背番号           | 出場             | 得点             |
| UEFA EL          | UEFA EL          | UEFA EL          | UEFA EL          | UEFA EL          |
| ---------------- | ---------------- | ---------------- | ---------------- | ---------------- |
| 2018-19          | シャルルロワ     | 44               | 3                | 0                |
| 通算             | UEFA             | UEFA             | 3                | 0                |

その他の国際公式戦
- 2020年
  - ELプレーオフ 2試合0得点

## タイトル

### クラブ
ヴィッセル神戸
- J1リーグ：1回（2024年）
- 天皇杯 JFA 全日本サッカー選手権大会：1回（2024年）

### 個人
- Jリーグフェアプレー個人賞：1回（2014年）

## 代表歴

### 出場大会
- 2014年 - キリンチャレンジカップ

### 試合数
- 国際Aマッチ 5試合 0得点（2014年 - 2018年）

| 日本代表 | 国際Aマッチ | 国際Aマッチ |
| 年       | 出場        | 得点        |
| -------- | ----------- | ----------- |
| 2014     | 2           | 0           |
| 2017     | 2           | 0           |
| 2018     | 1           | 0           |
| 通算     | 5           | 0           |

### 出場
| No. | 開催日         | 開催都市   | スタジアム                         | 対戦国     | 結果 | 監督           | 大会                       |
| --- | -------------- | ---------- | ---------------------------------- | ---------- | ---- | -------------- | -------------------------- |
| 1.  | 2014年9月5日   | 札幌       | 札幌ドーム                         | ウルグアイ | ●0-2 | アギーレ       | キリンチャレンジカップ2014 |
| 2.  | 2014年10月14日 | カラン     | シンガポール・ナショナルスタジアム | ブラジル   | ●0-4 | アギーレ       | 国際親善試合               |
| 3.  | 2017年11月10日 | リール     | スタッド・ピエールモーロワ         | ブラジル   | ●1-3 | ハリルホジッチ | 国際親善試合               |
| 4.  | 2017年11月14日 | ブルッヘ   | ヤン・ブレイデルスタディオン       | ベルギー   | ●0-1 | ハリルホジッチ | 国際親善試合               |
| 5.  | 2018年3月23日  | リエージュ | スタッド・モーリス・デュフラン     | マリ       | △1-1 | ハリルホジッチ | 国際親善試合               |